# Kanton Souillac
Souillac is een kanton van het Franse departement Lot. Het kanton maakt deel uit van het arrondissement Gourdon. Het telde 9.845 inwonersin 2021.

## Gemeenten
Het kanton Souillac omvatte tot 2014 de volgende 9 gemeenten:
- Gignac
- Lacave
- Lachapelle-Auzac
- Lanzac
- Mayrac
- Meyronne
- Pinsac
- Saint-Sozy
- Souillac (hoofdplaats)

Bij de herindeling van de kantons door het decreet van 13 februari 2014, met uitwerking op 22 maart 2015, werden daar volgende 9 gemeenten aan toegevoegd.
- Calès
- Fajoles
- Lamothe-Fénelon
- Le Roc
- Loupiac
- Masclat
- Nadaillac-de-Rouge
- Payrac
- Reilhaguet